# Rocky 5
Pour les articles homonymes, voir Rocky.
Série Rocky
Rocky 4
(1985) Rocky Balboa
(2006)
Pour plus de détails, voir Fiche technique et Distribution.
Rocky 5 (Rocky V) est un film américain réalisé par John G. Avildsen et sorti en 1990.
Ce cinquième film de la série Rocky est celui qui a eu le moins de succès commercial, avec pratiquement trois fois moins d'entrées que pour les précédents films. Les recettes au box-office américain s'élèvent à 40 123 474 dollars et à environ 79 millions de dollars dans le monde.

## Synopsis
Peu de temps après avoir remporté son match de boxe contre Ivan Drago en Russie, Rocky Balboa et son entourage rentrent aux États-Unis. De retour à la maison, Rocky apprend d'Adrian que Paulie a sans le savoir signé une procuration au comptable de Rocky, qui a gaspillé tout l'investissement de la famille dans des transactions immobilières infructueuses. En outre, le comptable n'a pas payé les impôts de Rocky au cours des six dernières années. De plus, son manoir a une hypothèque d'une valeur de 400 000 $. Rocky déclare qu'il est prêt pour quelques combats, pour récupérer une partie de l'argent perdu. Adrian lui demande cependant de consulter d'abord un médecin. Lors du rendez-vous, Rocky reçoit un diagnostic de cavum septum pellucidum, une maladie apparemment permanente et irréversible au cerveau. Rocky se retire donc de la boxe sur recommandation des médecins et d'Adrian. Sans autre choix, Rocky vend aux enchères ses biens et son manoir pour rembourser la dette. Lui et sa famille retournent ensuite à sa ville d'origine, Philadelphie. Rocky se rend au gymnase autrefois tenu par son défunt entraîneur, Mickey Goldmill, et jure de rénover les lieux et de devenir entraîneur lui-même.
Pendant ce temps, Rocky rencontre un jeune boxeur voyou de l'Oklahoma nommé Tommy Gunn. Rocky accepte de devenir son manager et propose de le former. Tommy se révèle être l'un des meilleurs candidats au titre de champion du monde, mais Rocky devient trop attaché à l'entraînement de Tommy et finit par négliger sa propre famille, en particulier pour son fils Robert, qui peine à s'intégrer à sa nouvelle vie et est victime d'intimidation à l'école. Tommy remporte finalement le titre de champion du monde vacant. Plus tard, le promoteur George Washington Duke donne à Tommy des produits de luxe et lui promet que lui seul peut l'aider à conserver son titre. Rocky insiste sur le fait que traiter avec George est simplement une affaire douteuse, mais Tommy pense le contraire et met fin à son association avec Rocky. La frustration de Rocky est grande après le départ de Tommy, mais Adrian lui en parle, disant qu'il avait négligé sa famille pendant trop longtemps et qu'il s'était trop impliqué dans l'entraînement de Tommy.
Tommy affronte Union Crane au championnat et gagne finalement, mais la foule ne semble pas l'approuver car il a quitté Rocky plus tôt. George laisse entendre à Tommy qu'il aurait besoin d'un combat pour le titre contre Rocky pour gagner la faveur du public et réfuter l'idée qu'il n'est pas le vrai champion. George et Tommy retournent à Philadelphie devant une équipe de télévision en direct pour inciter Rocky à un match. Rocky et Paulie sont dans un bar local, ignorant que Tommy est arrivé et prêt pour l'action. Lorsque Tommy provoque pour la première fois, Paulie attaque pour défendre Rocky. Tommy riposte contre Paulie, incitant Rocky à défier Tommy à un combat de rue. Avec un essaim de voisins témoins de l'action, Rocky finit par vaincre Tommy, qui est escorté par la police. George a l'intention de poursuivre Rocky s'il attaque à nouveau Tommy, mais Rocky répond en assommant George. Quelques jours plus tard, Rocky et son fils Robert visitent le Philadelphia Museum of Art pour discuter de leur avenir.

## Fiche technique
- Titre original : Rocky V
- Titre français et québécois : Rocky 5 ou Rocky V
- Réalisation : John G. Avildsen, avec la participation non crédité de Sylvester Stallone pour la fin du film
- Scénario : Sylvester Stallone
- Musique : Bill Conti
- Direction artistique : William J. Durrell Jr.
- Décors : William J. Cassidy
- Costumes : Brad Anderson, Leah Brown et Ed Fincher
- Photographie : Steven Poster
- Son : Robert J. Litt, Elliot Tyson, Greg P. Russell et David B. Cohn
- Montage : John G. Avildsen, Robert A. Ferretti et Michael N. Knue
- Production : Irwin Winkler et Robert Chartoff

Production déléguée : Michael S. Glick
Production associée : Suzanne DeLaurentiis et Tony Munafo
- Sociétés de production[2] : Chartoff-Winkler Productions, avec la participation de United Artists, en association avec Star Partners III Ltd.
- Distribution : Metro-Goldwyn-Mayer/UA Distribution Company (États-Unis), United International Pictures (France)
- Budget : 42 millions de $[3]
- Pays d'origine :  États-Unis
- Langue : anglais, italien
- Format[4] : couleur - 35 mm - 1,37:1 (Format académique) / 1,85:1 (Panavision) - son Dolby SR
- Genre : drame, action, sport (Boxe)
- Durée : 104 minutes ; 136 minutes (director's cut workprint)
- Dates de sortie[5] :
  - États-Unis, Québec : 16 novembre 1990[6]
  - France : 19 décembre 1990
- Classification[7] :
  -  États-Unis : Accord parental recommandé, film déconseillé aux moins de 13 ans (certificat #30791) (PG-13 - Parents Strongly Cautioned).
  -  France : Tous publics (visa d'exploitation no 75223 délivré le 14 décembre 1990)[8].
  -  Québec : Tous publics (G - General Rating)[6].

## Distribution
- Sylvester Stallone (VF : Alain Dorval) : Robert « Rocky » Balboa, Sr.
- Talia Shire (VF : Françoise Dorner) : Adrian Balboa
- Burt Young (VF : Serge Sauvion) : Paulie Pennino
- Richard Gant (VF : Patrick Floersheim) : George Washington Duke
- Tommy Morrison (VF : Franck Capillery) : Tommy « The Machine » Gunn (« La Mitraille » en VF)
- Sage Stallone (VF : David Lesser) : Robert « Rocky » Balboa, Jr.
- Burgess Meredith (VF : Maurice Chevit) : Mickey Goldmill
- Tony Burton (VF : Michel Vocoret) : Tony « Duke » Evers
- Jimmy Gambina : Jimmy
- Delia Sheppard (VF : Martine Irzenski) : Karen
- Michael Sheehan (VF : Robert Darmel) : Merlin Sheets, l'associé de George W. Duke
- Michael Williams (VF : Marc Alfos) : Union Cane
- Kevin Connolly (VF : Mathias Kozlowski) : Chickie
- Elisebeth Peters (VF : Sarah Marot) : Jewel
- Paul Micale (VF : Jean Michaud) : le Père Carmine
- Ben Piazza (VF : Michel Fortin) : le docteur avec les lunettes (non crédité)

## Production

### Genèse et développement
Le scénario prévoyait initialement la mort de Rocky, succombant à cause de ses troubles et de ses blessures encore présentes de son match contre Ivan Drago alors qu'il affronte Tommy Gunn dans la rue, faisant ainsi de ce dernier l'assassin de Rocky. Mais lorsque les producteurs ont dit vouloir le laisser vivre à la fin du film, le réalisateur John G. Avildsen quitta le tournage. Sylvester Stallone écrit et réalisa la fin du film, même s'il n'est pas crédité au générique comme coréalisateur.

### Attribution des rôles
Jodi Letizia, qui incarnait l'adolescente Marie dans le premier Rocky, reprend ici son rôle. Mais la scène a été coupée au montage. Le personnage reviendra cependant dans Rocky Balboa, cette fois joué par Geraldine Hughes.
C'est la deuxième fois que le fils de Rocky est incarné par un des fils de Stallone : dans Rocky 2, le frère cadet de Sage, Seargeoh, incarnait ce rôle, étant encore bébé. Sage Stallone a ensuite pris la relève dans ce 5e épisode.
On peut apercevoir la femme actuelle de Sylvester Stallone, Jennifer Flavin, dans une courte apparition lors des combats de Tommy Gunn.
C’est Frank Stallone, le frère de Sylvester Stallone, qui a découvert Tommy Morrison et convaincu son frère de l’inclure dans le film[réf. nécessaire].

### Tournage

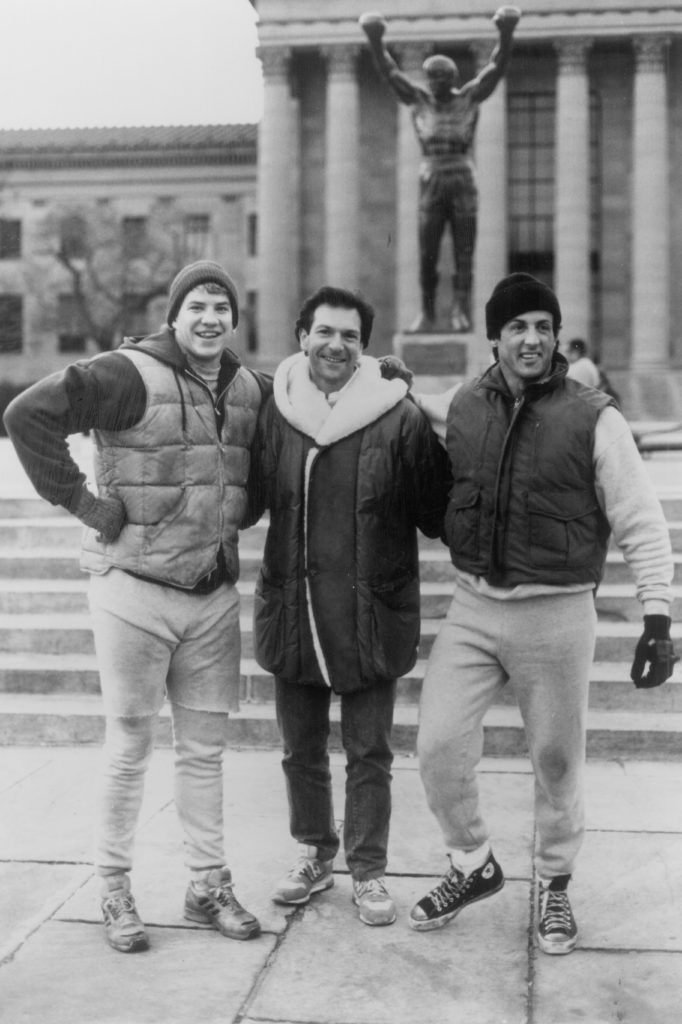
Tommy Morrison, Steve Lott et Sylvester Stallone en juin 1990, sur l'esplanade du Philadelphia Museum of Art.

Le tournage a eu lieu du 15 janvier au 21 mai 1990, à Philadelphie (Philadelphia Civic Center, South Philadelphia...) et à Pasadena en Californie.
Le tournage s'avère extrêmement éprouvant pour Talia Shire. En effet la comédienne tourne parallèlement avec son frère Francis Ford Coppola dans Le Parrain, 3e partie dont la majorité des prises se font en Italie. Ainsi, elle enchaîne les allers-retours au point de s'épuiser[réf. nécessaire].

### Post-production
Environ 30 minutes de scènes sont coupées au montage, notamment[réf. nécessaire] :
- Un interlude romantique dans la chambre des Balboa.
- Rocky rassurant son fils à propos de son état de santé.
- Rocky étant sujet à des hallucinations et des dialogues parfois différents.
- Rocky se rendant dans le bar d'Andy (qu'il avait autrefois fréquenté) pour en ressortir ivre mort peu avant d'aller au gymnase de Mickey où celui-ci apparaît sous forme de fantôme (certains plans ont été modifiés pour devenir le flashback). Mickey devait également réapparaître sur les rails du métro durant la bagarre entre Rocky et Tommy.
- Une scène avec Marie (Jodi Letizia) dans laquelle cette dernière, n'ayant finalement pas suivi les conseils de Rocky, est devenue une prostituée à la rue. Un concept qui ne sera pas réutilisé dans le sixième volet puisque Marie deviendra serveuse de bar et mère d'un jeune garçon, ce qui prouverait qu'elle a finalement écouté Rocky.

### Bande originale
Bandes originales de Rocky
Rocky IV
(1985) Rocky Balboa
(2006)
Cette bande originale se démarque des autres de la saga, qui contenaient essentiellement des compositions de Bill Conti. Ici, le rap domine l'album, avec notamment des titres de MC Hammer. Cette bande originale est beaucoup dans l'ère du temps des années 1990 avec le groupe allemand de musique électronique Snap!. Cependant, les titres de Bill Conti Mickey et Gonna Fly Now sont utilisés dans le film mais ne sont pas présents sur le disque.
Liste des titres
| 1.    | That's What I Said              | MC Hammer                                                | MC Hammer                    | 4:24 |
| 2.    | All You Gotta Do Is Sing        | Joey B. Ellis                                            | Joey B. Ellis                | 3:57 |
| 3.    | No Competition                  |                                                          | MC Tab                       | 4:39 |
| 4.    | Go For It (Heart and Fire)      | Joey B. Ellis, Tynetta Hare, Michael Kelly, James Earley | Joey B. Ellis & Tynetta Hare | 4:14 |
| 5.    | Take You Back (Home Sweet Home) | Frank Stallone                                           | 7A3                          | 4:10 |
| 6.    | The Measure of a Man            | Alan Menken, Elton John, Bernie Taupin                   | Elton John                   | 4:03 |
| 7.    | Can't Stop the Fire             | Bill Conti                                               | Bill Conti                   | 3:19 |
| 8.    | I Wanna Rock                    | Robert Ginyard                                           | Rob Base                     | 3:07 |
| 9.    | Thought U Were the One for Me   | Joey B. Ellis                                            | Joey B. Ellis                | 4:20 |
| 10.   | Keep It Up                      | Michael Münzing, Durron Butler,                          | Snap!                        | 4:03 |
| 11.   | Feel My Power                   | MC Hammer                                                | MC Hammer                    | 5:11 |
| 45:19 |                                 |                                                          |                              |      |

## Accueil

### Accueil critique
Rocky 5 a un taux d'approbation de 29 % sur Rotten Tomatoes de 35 avis, ce qui est consensuel. "Les tentatives de Rocky V pour reconquérir le grain de la classe ouvrière d'origine sont aussi fausses que chacun a envoyé la franchise dans des limbes à long terme". Il a également un score de 55⁄100 sur Metacritic, basé sur 16 critiques, indiquant "des critiques mitigées ou moyennes". Le film s'écarte de la formule standard de Rocky présentée dans les quatre films précédents, ce qui le rendait extrêmement impopulaire auprès du public attiré par les suites précédentes. En outre, lorsque les chaînes de télévision et les chaînes du câble ont joué un marathon cinématographique de la série Rocky, elles ont souvent laissé cet épisode de côté. Les spectateurs interrogés par CinemaScore ont attribué au film une note moyenne de "A" sur une échelle de A + à F[réf. nécessaire].
En 2008, lors d'une interview au Friday Night with Jonathan Ross, Sylvester Stallone donne une note sur 10 à tous les films Rocky. L'acteur-réalisateur donne un 0 à Rocky 5, déclarant que c'est l'une des raisons qui le poussa à faire un sixième opus pour ne pas rester sur cet échec.

### Box-office
C'est le film de la saga qui a le moins bien marché au box-office nord-américain (États-Unis et Canada). Cependant, en France, il se classe 5e en nombre d'entrées, juste derrière les deux spin-off Creed 2, Creed : L'Héritage de Rocky Balboa et juste devant le sixième film.
| Pays ou région    | Box-office        | Date d'arrêt du box-office | Nombre de semaines |
| ----------------- | ----------------- | -------------------------- | ------------------ |
| États-Unis Canada | 40 946 358 $      | 20 décembre 1990           | 5                  |
| France            | 1 352 214 entrées |                            |                    |
| Total mondial     | 119 946 358 $     | -                          | -                  |

## Distinctions
Entre 1991 et 2009, Rocky V est sélectionné 9 fois dans diverses catégories et n'a remporté aucune récompense.

### Nominations
- Prix Razzie 1991 :
  - Pire film pour Irwin Winkler et Robert Chartoff,
  - Pire acteur pour Sylvester Stallone,
  - Pire actrice pour Talia Shire,
  - Pire second rôle masculin pour Burt Young,
  - Pire réalisateur pour John G. Avildsen,
  - Pire scénario pour Sylvester Stallone,
  - Pire chanson originale pour Alan Menken (pour la chanson The Measure of a Man).
- Prix des jeunes artistes 1991 : Meilleur jeune acteur dans un film pour Sage Stallone.
- Prix Satellites 2009 : Meilleur ensemble de disques Blu-Ray ("Rocky: The Undisputed Collection - 7 Disc Blu-Ray Set").

## Versiondirector's cut
Quelques années après la sortie du film, le réalisateur John G. Avildsen publie en ligne une copie de travail de son director's cut. Ce montage présente notamment une version alternative du combat final avec moins de chansons mais plus de thèmes de Bill Conti. Cependant, la fin originale montrant la mort de Rocky n'a finalement jamais été tournée : un policier prévenait de l'arrivée de l'ambulance emmenant Rocky. Dans la cabine, Adrian (qui est enceinte d'une petite fille) lui serrait la main en le rassurant, Rocky se plaignait d'avoir les mains froides, demandait à sa femme de ne rien dire à leur fils, lui faisait une déclaration puis succombait. Adrian fondait en larmes avant d'être recouverte par la foule. Lorsque des infirmiers débarquaient pour transporter le corps de Rocky, Adrian s'y opposait. Plus tard dans la journée, Adrian se dressait face à la statue de son défunt mari en haut des marches du musée de Philadelphie avant d'être rejointe par une horde de journalistes, annonçant à ces derniers que Rocky est mort tôt dans la matinée. Puis l'image se relevait vers la statue pour se dissoudre sur le même endroit où jadis un boxeur inconnu dansait en jubilant et en levant les bras pour montrer sa victoire face à la vie.

## Commentaires
(mai 2025).
- Si vous ne connaissez pas le sujet, laissez ce bandeau (vous pouvez alors contacter les auteurs).
- Si vous supprimez le contenu mis en cause (vous pouvez préalablement contacter les auteurs),

argumentez précisément cette suppression dans la page de discussion
(un manque de référence n'est pas un argument ; une recherche réelle de référence doit avoir été effectuée, être formellement documentée).
On relève par ailleurs d'importantes incohérences par rapport aux films précédents :
- Le résumé du combat opposant Rocky à Drago, durant le générique, fait en sorte que le Soviétique domine l'Américain tout au long du match et que Rocky prenne enfin le dessus au quatorzième round. Or dans Rocky 4, Rocky était parvenu à blesser une première fois Drago (à l'œil gauche) au second round et que, au fil des rounds suivants, les deux boxeurs se dominaient tour à tour. De plus, Rocky avait dit « J'en vois trois comme lui ! » à la fin du premier round et non à celle du treizième comme le suggère Rocky 5.
- Dans Rocky 4, Rocky avait les aisselles glabres tandis que dans Rocky 5, on peut apercevoir une pilosité flagrante sous ses bras au moment où il est sous sa douche.
- Lorsque Rocky partit en Union soviétique dans le quatrième volet, son fils Rocky Jr. était âgé de 8-9 ans. Bien que Rocky était censé ne s'être absenté que quelques semaines, à son retour au pays au début de Rocky 5, le champion retrouve un fils adolescent.
- Dans le retour en arrière, qui se passe quelque temps avant le premier match Rocky vs Apollo (qui a eu lieu respectivement le 1er janvier 1976), Mickey offre à Rocky une chaîne contenant un bouton de manchette en forme de gant de boxe qu'il a jadis reçu de Rocky Marciano. Or à l'époque des deux premiers films, Rocky portait uniquement une croix d'évangile autour du cou. Il a en revanche porté le bijou en forme de gant de boxe à partir du troisième film mais, à ce moment-là, rien ne prouvait que l'objet venait de Mickey. Autre détail frappant : Rocky a ce bijou autour du cou sous sa douche au début du film alors qu'il ne le portait pas lors du match avec Drago dont il revient.
- Le soir de Noël, Rocky demande à son fils en parlant de ladite fête « Tu te rappelles l'année dernière comme on s'était marré ? Comme c'était sympa ! ». Or si l'on prend en considération les événements de Rocky 4, Rocky était à Moscou où il boxait Ivan Drago le soir du 25 décembre. Quant à Rocky Jr., il était chez lui à Philadelphie et regardait la transmission du match à la télévision avec deux copains.
- Lorsque Rocky rentre chez lui après avoir donné une conférence de presse dans l'aéroport, sa résidence n'est plus la même que dans les précédents opus. Dans Rocky 3 et 4, elle était blanche et le toit était plat alors qu'ici, elle est de couleurs sombres et ressemble plus à un grand manoir. La chambre de Rocky Jr. a beaucoup changé elle-aussi (son lit est côté porte et non plus côté fenêtre comme dans le quatrième film)[réf. nécessaire].

Le scénario comporte également de nouveaux petits éléments autour de Rocky. On découvre entre autres que le boxeur est un amateur de magie (faisant apparaître des objets derrière l'oreille de son fils) mais aussi qu'il possède un casier judiciaire pour voie de fait sur un usurier. On peut alors suggérer que cet usurier n'est autre que Tony Gazzo (jadis interprété par Joe Spinell dans les deux premiers films) et que celui-ci aurait proposé à Rocky de travailler pour lui en échange de sa liberté[réf. nécessaire].
La scène-flashback où apparaît Mickey est filmée à la limite du noir et blanc et sous une lumière brillante, probablement pour éviter un anachronisme. En effet la scène est censée se passer peu avant le premier grand combat de Rocky contre Apollo Creed tandis que l'acteur Burgess Meredith a bien vieilli depuis le troisième film[réf. nécessaire].
Le personnage de George Washington Duke, interprété par Richard Gant, est une caricature de Don King : le personnage essaie en effet de s'approprier Rocky Balboa à tout prix, et n'hésite pas à retourner Tommy Gunn, l'élève de Rocky, contre son propre mentor. 

## SagaRocky
- 1976 : Rocky de John G. Avildsen
- 1979 : Rocky II : La Revanche (Rocky II) de Sylvester Stallone
- 1982 : Rocky III : L'Œil du tigre (Rocky III) de Sylvester Stallone
- 1985 : Rocky IV de Sylvester Stallone
- 1990 : Rocky V de John G. Avildsen
- 2006 : Rocky Balboa de Sylvester Stallone
- 2015 : Creed : L'Héritage de Rocky Balboa de Ryan Coogler
- 2018 : Creed 2 de Steven Caple Jr.
- 2023 : Creed 3 de Michael B. Jordan